# شبدرترشک‌سانان
شبدرترشک‌سانان (Oxalidales) راسته‌ای از دولپه‌ای‌های علفی یک‌ساله و چندساله یا درختی یا درختچه‌ای یا بالارونده با شش تیره و ۵۸ سرده و حدود ۱۸۱۰ (تا ۲۳۰۰) گونه که در مناطق معتدل و گرمسیری پراکنده‌اند.
در میان گونه‌های این راسته، کوزه‌گیاه استرالیایی گیاهی گوشتخوار است. تیره چمچمه‌ئیان در این راسته گیاهانی چوبی هستند که پوشینه‌های میوه‌ای چوبی تولید می‌کنند که در آن دانه‌های کوچک قرار دارد.